# Programa Joint Strike Fighter

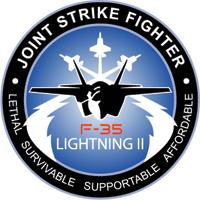
Logo del programa.

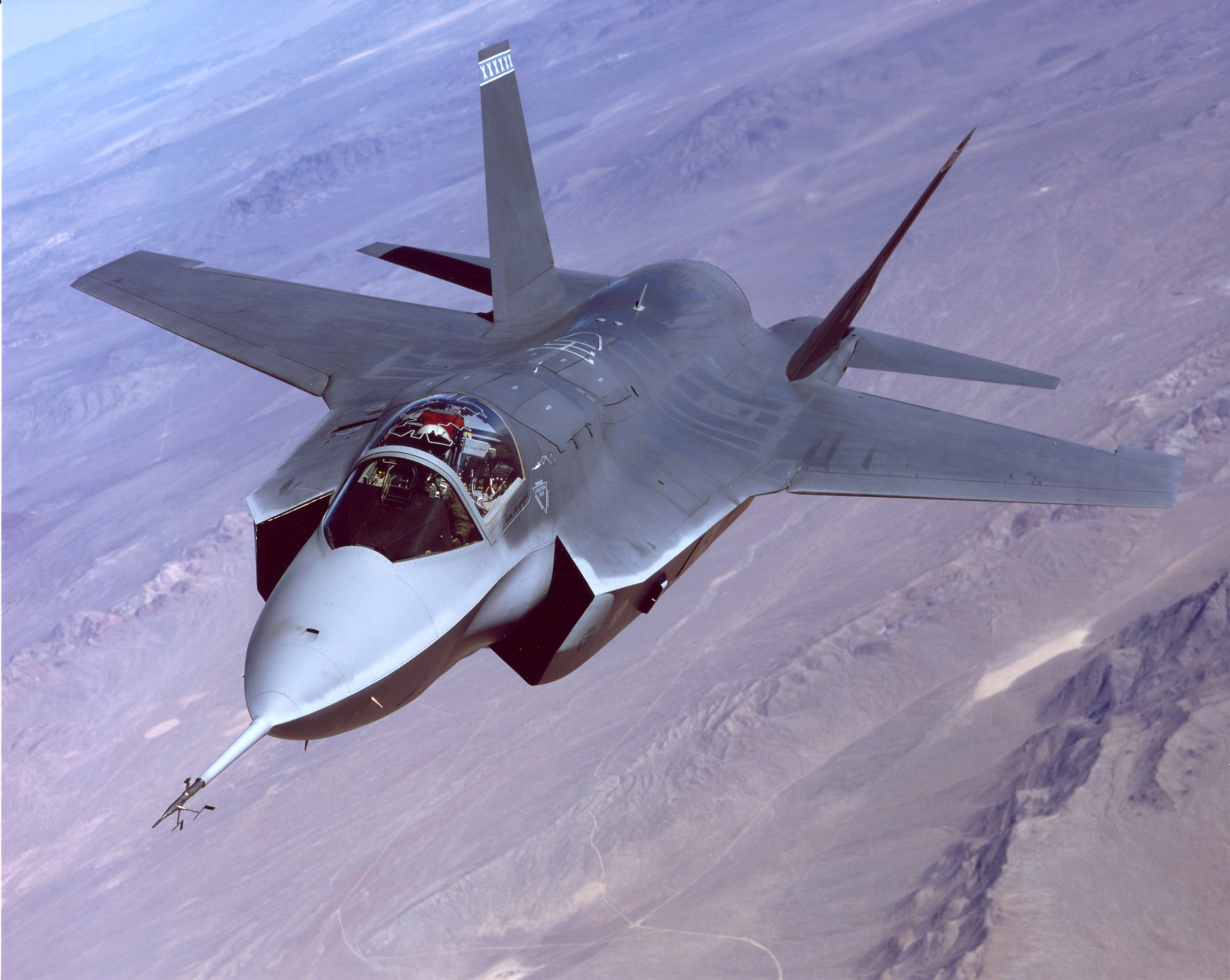
X-35A JSF (ganador del concurso) realizando pruebas de vuelo en la Base Aérea Edwards en California.

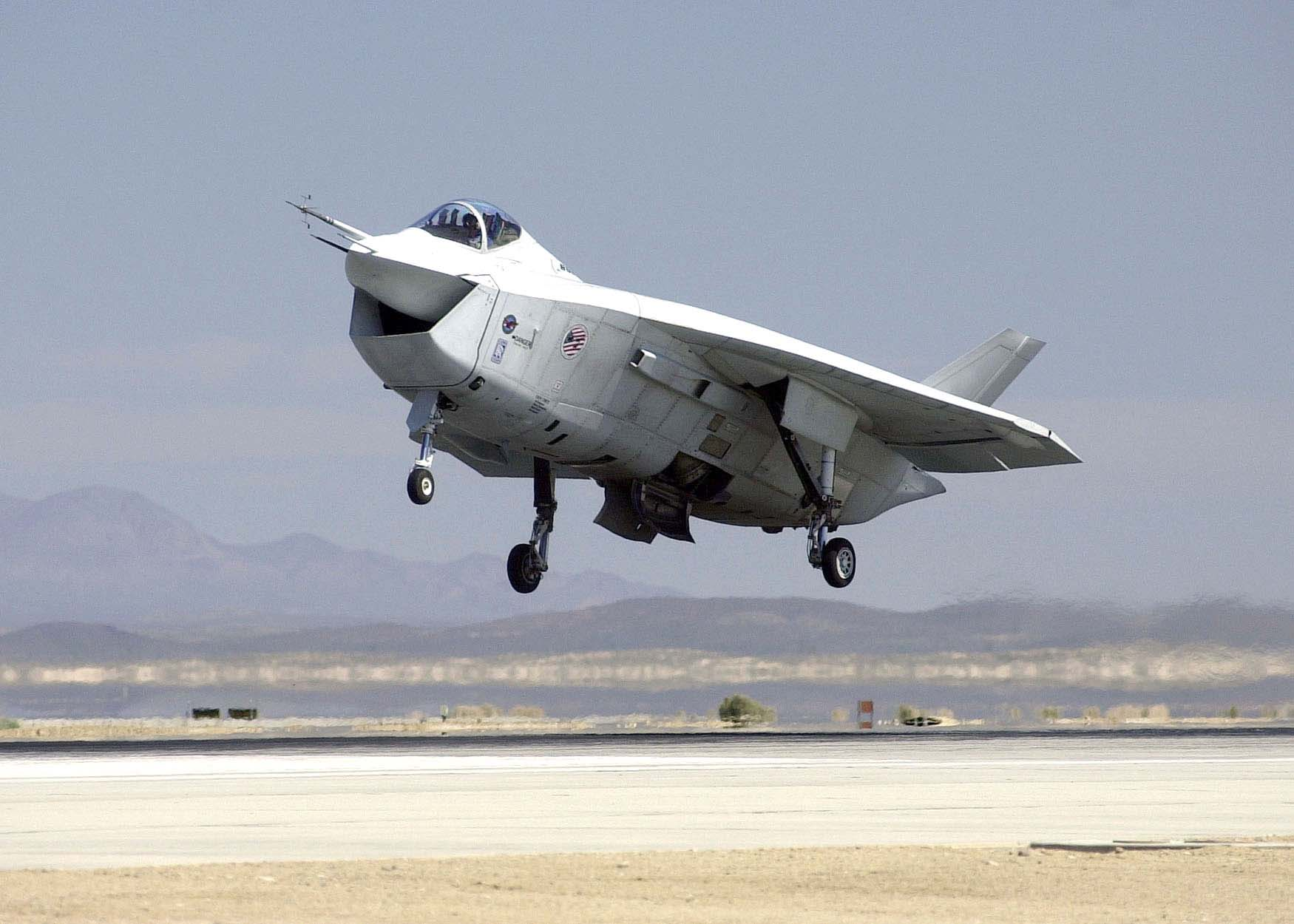
Boeing X-32B despegando.

El programa Joint Strike Fighter (JSF) fue un programa militar internacional iniciado y principalmente conducido por Estados Unidos para la creación de un nuevo avión de caza táctico.
Entre los requerimientos más importantes se encontraban que fuese un avión con capacidades furtivas, de quinta generación, que lograra reemplazar al F-16, A-10, F/A-18 y al AV-8B como un caza táctico al servicio de los Estados Unidos y sus aliados.
El término pasó luego a ser sinónimo de la competición entre el Boeing X-32 y el Lockheed Martin X-35 para que en el año 2001 pasara a ser sinónimo del Lockheed Martin F-35 Lightning II, el ganador de la competencia.

## El programa

### Antecedentes
Los Marines querían abrir un proyecto para construir un caza supersónico STOVL, más avanzado que sus AV-8B y con un peso similar al del F/A-18C Hornet, para mantener el peso y el coste bajo control. Los Marines estaban teniendo problemas para conseguir apoyo político para su proyecto por el alto coste del Bell-Boeing V-22 Osprey. La USAF también quería un nuevo avión que sustituyera al F-16, pero no disponia de fondos para otro proyecto debido al alto coste del F-22 Raptor.
La situación financiera era ajustada tras caer el Muro de Berlín y nadie quería ejercer presión presupuestaria. DARPA señaló a la USAF que podría haber cooperación con los Marines si el depósito de combustible adicional del avión se sustituía por un ventilador de elevación para ofrecer una versión supersónica STOVL. La USAF mostró su interés. (la traducción es una japi)

### Nuevo caza
En 1993, la Agencia de Investigación de Proyectos Avanzados de Defensa, más conocida por el acrónimo DARPA (siglas en inglés de Defense Advanced Research Projects Agency), presentó las bases del programa Common Affordable Lightweight Fighter (CALF). El objetivo era desarrollar un avión de diseño de tecnología furtiva, de cara al reemplazo de todos los aviones de caza y ataque ligeros del Departamento de Defensa de los Estados Unidos. Este proyecto contemplaba la sustitución de los F-16 Fighting Falcon de la Fuerza Aérea, los F/A-18 Hornet de la Armada y Cuerpo de Marines, y los AV-8B Harrier II del Cuerpo de Marines. Alrededor del mismo tiempo, el proyecto Joint Advanced Strike Technology (JAST) fue también presentado. En 1994, el Congreso de los Estados Unidos ordenó que ambos proyectos se uniesen bajo el nombre de Joint Strike Fighter.

### Participación internacional

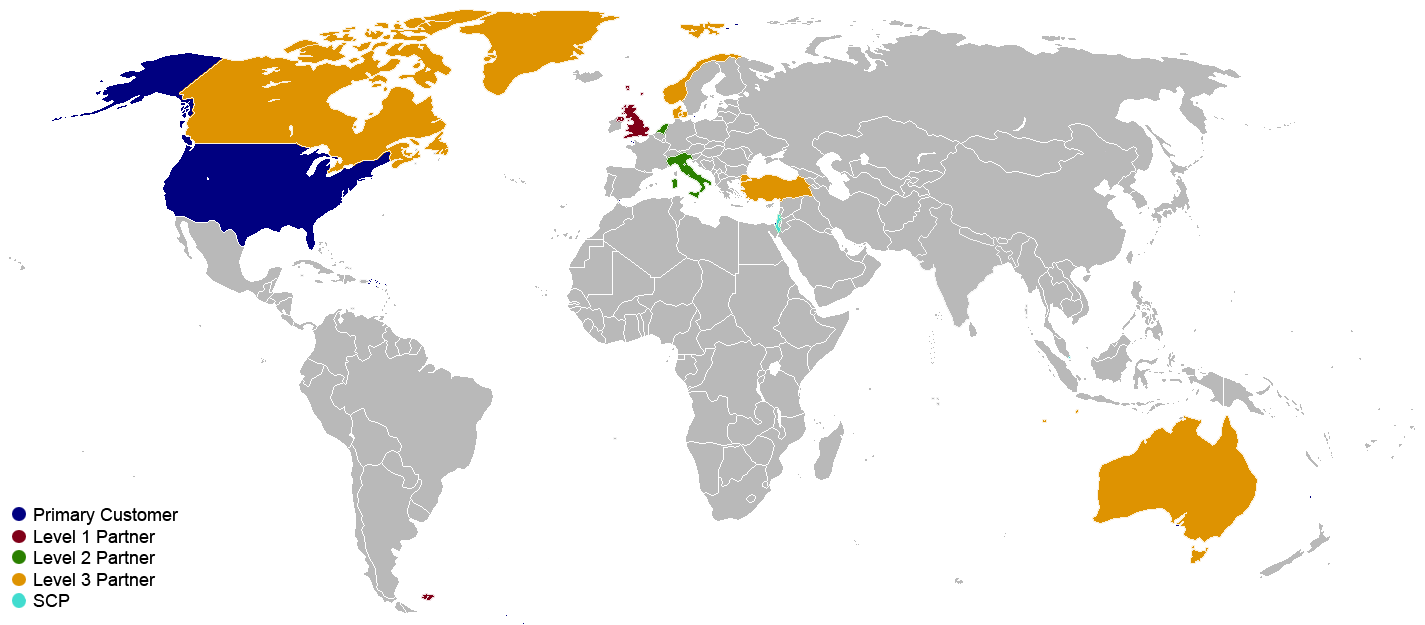
Naciones participantes:
Cliente principal: EE. UU.
Socio de Nivel 1: Reino Unido
Socios de Nivel 2: Países Bajos e Italia
Socios de Nivel 3: Canadá, Turquía, Australia, Noruega y Dinamarca
Participantes de Seguridad Cooperativa: Israel y Singapur

Con el nuevo programa ya creado el Reino Unido firmó un memorando de entendimiento en 1995 en el que el Reino Unido se unía oficialmente al programa JSF y contribuiría con 2.500 millones USD, alrededor del 10% de los costes de desarrollo. Reino Unido buscaba sustituto para sus AV-8B y Tornado, y los políticos decidieron acudir al programa de EEUU. Pronto se le unirían más países dividiéndose en tres niveles dependiendo de su contribución al proyecto más los participantes de seguridad cooperativa.

### Los concursantes
Diversas compañías tomaron parte en la lucha con la primera parte del proyecto, que se basaba en el diseño del concepto de propuesta de aeronave, para luego presentarla al Departamento de Defensa para su examen. 
General Dynamics ofreció un concepto de propulsión en forma de abanico similar al del Ryan XV-5A. McDonnell Douglas presentó un sistema de propulsión SDLF (ventilador de elevación accionado por eje) y GDLF (ventilador de elevación accionado por gas). Northrop  presentó algo similar al Yakovlev Yak-38. Boeing ofreció poco después el sistema de propulsión del Harrier evolucionado, aprovechando la compra de Mcdonell Douglas.
McDonnell Douglas y BAe se asociaron con Northrop Grumman para formar el equipo favorito para ganar. En aquel momento toda la experiencia operativa occidental STOVL y la experiencia naval STOVL se encontraban bajo un mismo equipo. Pero McDonnell Douglas fue vendida a Boeing. A continuación BAe y Northrop Grumman decidieron unirse al equipo de Lockheed.
Lockheed se puso manos a la obra con la propuesta del concepto de elevación. La nueva tecnología SDLF parecía resolver la mayoría de los problemas. El diseño del SDLF fue perfeccionado y patentado en 1993. Para reducir el coste el diseño inicial se tomó prestado del F-22.
Boeing no fue aceptado inicialmente por DARPA porque no ofrecía nueva tecnología, era una versión moderna del Harrier. Boeing alegó que su oferta era menos arriesgada ya había sido probada y sólo tenía que resolver el problema de la ingestión de gas caliente.
Sin embargo, el 16 de noviembre de 1996, únicamente los fabricantes Boeing y Lockheed Martin lograron el contrato para el desarrollo, permitiéndoles producir a cada una de las empresas dos de sus propuestas. En dicho contrato, los aviones de combate debían demostrar cualidades para el despegue y aterrizaje convencional (CTOL), capacidad para despegar y aterrizar en portaaviones, y capacidad para el despegue corto y aterrizaje vertical (STOVL). El que el diseño necesitara modificaciones mínimas para cada servicio era uno de los requisitos.

### Limitación del presupuesto
Uno de los principales aspectos de dicho programa, era la prohibición a ambas empresas por parte del gobierno de los Estados Unidos de financiar los proyectos con recursos propios. Cada fabricante fue pagado con 750 millones de dólares para desarrollar y producir los dos prototipos, incluyendo aviónica, software y hardware. Este límite presupuestario tenía como objetivo que las empresas adoptasen técnicas de fabricación menos costosas, a la vez que también se evitaba que tanto Boeing como Lockheed Martin entrasen en una fuerte y costosa pugna, que podía llevar al perdedor a la bancarrota. Finalmente los proyectos que se presentaron fueron el Boeing X-32 y el Lockheed Martin X-35.

### Firma del contrato
El contrato para demostración y desarrollo del sistema  fue otorgado el 26 de octubre de 2001 a Lockheed Martin, cuyo X-35 superó al Boeing X-32. Los oficiales del Departamento de Defensa estadounidenses y del ministro de defensa británico William Bach afirmaron que el X-35 superó continuamente al X-32, aunque ambos alcanzaron o excedieron los requisitos que se les había exigido. Se nombró al nuevo avión con la designación F-35 y el apodo de Lightning II (en honor al Lockheed P-38 Lightning) para formar el nombre completo de Lockheed Martin F-35 Lightning II. La designación del caza como F-35 fue una sorpresa para Lockheed, que se refería al avión de forma interna como "F-24".

## Requisitos
El programa Joint Strike Fighter (JSF) se creó para reemplazar varios aviones mientras limitaba los costes de desarrollo, producción y operación. Su propósito era fabricar tres variantes de un avión, compartiendo el 80% de sus partes:
- F-35A, es una variante que utiliza el aterrizaje y despegue convencional (CTOL), destinada a reemplazar los F-16 Fighting Falcon de la Fuerza Aérea de los Estados Unidos.
- F-35B, variante con capacidad de aterrizaje vertical y despegue corto (STOVL), reemplazará a los F/A-18 Hornet del Cuerpo de Marines de los Estados Unidos, los AV-8 Harrier del Cuerpo de Marines y de la Marina de Italia y los Harrier GR7/GR9 de la Royal Air Force y la Royal Navy.
- F-35C,  versión con capacidad para ser embarcada (CATOBAR) que sustituirá  los modelos A, B, C y D de los F/A-18 Hornet de la Armada de los Estados Unidos.

Originalmente se esperaba que la variante A ingresara en operaciones en el año 2011, mientras que las variantes B y C hicieran lo mismo en el año 2012, sin embargo el programa ha sufrido una serie de constantes demoras.